# Excitement
Excitement è un singolo del rapper statunitense Trippie Redd e del rapper canadese PartyNextDoor, pubblicato il 15 maggio 2020.

## Tracce
1. Excitement – 4:43